# Gi Talo Gi Halom Tasi
Gi Talo Gi Halom Tasi ist die Nationalhymne der Nördlichen Marianen. Der Text der Hymne in Chamorro wurde von den Brüdern Jose S. und Joaquin Pangelinan vermutlich kurz nach Ende des Zweiten Weltkriegs verfasst. Den karolinischen Text verfasste David Kapileo Peter, genannt „Taulamwaar“, kurz vor der Unterzeichnung des Bundes der Nördlichen Marianen mit den USA 1976. Die Melodie der Hymne ist die des deutschen Lieds Im schönsten Wiesengrunde (Text von Wilhelm Ganzhorn), die wiederum auf der Melodie des Volksliedes Drei Lilien, drei Lilien basiert. Das Lied wurde 1996 zur offiziellen Hymne des Landes erklärt. Da die Nördlichen Marianen ein autonomes US-Territorium sind, wird außerdem weiterhin die US-amerikanische Hymne gesungen.

## Version auf Chamorro
Gi talo gi halom tåsi
Nai gaige tano-ho
Ayo nai siempre hu såga
Malago' ho
Ya un dia bai hu hånåo
Bai fåtto ha' ta'lo
Ti sina håo hu dingo
O tano-ho
Refrain
Mit beses yan mås
Hu saluda håo
Gatbo na islas Mariånas
Hu tuna håo

## Version auf Karolinisch
Satil matawal Pacifico
Igha elo faluweey iye
Ighilal igha ebwe lootiw
Tipeey iye
Eew raal nge ibwe mwetesangi
Nge ibwal sefaalitiiy
Ese mmwel bwe ibwe lighiti
Bwe falaweey
Refrain
Sangaras faal bwughuwal
Ay tirow ngalugh
Ling ghatchul teel
Faluw Mariånas
Ay Mwareiti

## Englische Übersetzung
In the middle of the sea
Is where my home is
That is where I will spend my days
It is my desire
If I ever leave this place
One day I will return
For I can never leave you
O land of mine
Refrain
A thousand times and more
I will honor and salute you
Beautiful islands of the Mariånas
Glory be to you

## Deutsche Übersetzung
Mitten in der See
ist meine Heimat
Hier will ich meine Tage verbringen
Es ist meine Sehnsucht
falls ich diesen Ort jemals verlassen sollte
eines Tages wieder zurückzukehren
Dich kann ich nie verlassen
Oh du mein Land
Refrain
Mehr als tausend Mal
werde ich dich ehren und grüßen
Schöne Inseln der Marianen
Ruhm sei Euch